# Кай Сигбан
Кай Мане Бьоре Сигбан (на шведски: Kai Manne Börje Siegbahn) е шведски физик, носител на Нобелова награда за физика за 1981 г. Неговият баща, Мане Сигбан (роден 1886) е носител на Нобелова награда по физика за 1924.

## Биография
Роден е на 20 април 1918 г. в Лунд, Швеция. През 1944 г., защитава докторска дисертация в Стокхолмския университет.
Получава Нобеловата награда за 1981 г., заедно с Артър Шолоу и Николас Блумберген, за откриването на рентгеновата фотоелектронна спектроскопия (XPS). До края на живота си работи активно в Лабораторията „Ангстрьом“ в Упсала.
Умира на 20 юли 2007 г. в Упсала на 89-годишна възраст.